# Episodi di Chico and the Man (seconda stagione)
La seconda stagione della serie televisiva Chico and the Man è stata trasmessa in anteprima negli Stati Uniti d'America dalla NBC tra il 12 settembre 1975 e il 3 marzo 1976.
| nº | Titolo originale           | Titolo italiano | Prima TV USA      | Prima TV Italia |
| -- | -------------------------- | --------------- | ----------------- | --------------- |
| 1  | The Paint Job              |                 | 12 settembre 1975 |                 |
| 2  | This Hallowed Garage       |                 | 19 settembre 1975 |                 |
| 3  | Aunt Connie                |                 | 26 settembre 1975 |                 |
| 4  | Play Gypsy                 |                 | 3 ottobre 1975    |                 |
| 5  | The Disappearance          |                 | 10 ottobre 1975   |                 |
| 6  | Chico and the Van          |                 | 17 ottobre 1975   |                 |
| 7  | Ms. Liz                    |                 | 31 ottobre 1975   |                 |
| 8  | Mister Butterfly           |                 | 7 novembre 1975   |                 |
| 9  | The Misfortune Teller      |                 | 14 novembre 1975  |                 |
| 10 | Bird in a Gilded Cage      |                 | 21 novembre 1975  |                 |
| 11 | The Strike                 |                 | 28 novembre 1975  |                 |
| 12 | The Invention              |                 | 5 dicembre 1975   |                 |
| 13 | The Juror                  |                 | 19 dicembre 1975  |                 |
| 14 | The Dream                  |                 | 9 gennaio 1976    |                 |
| 15 | The Hypnotist              |                 | 16 gennaio 1976   |                 |
| 16 | Reverend Bemis's Altar Ego |                 | 23 gennaio 1976   |                 |
| 17 | The Big Brush-Off          |                 | 28 gennaio 1976   |                 |
| 18 | The Accident               |                 | 4 febbraio 1976   |                 |
| 19 | Chico's Cousin Pepe        |                 | 11 febbraio 1976  |                 |
| 20 | The Return of Aunt Connie  |                 | 18 febbraio 1976  |                 |
| 21 | Too Many Crooks            |                 | 25 febbraio 1976  |                 |
| 22 | The Face Job               |                 | 3 marzo 1976      |                 |